# Longueville (Manica)
Longueville è un comune francese di 629 abitanti situato nel dipartimento della Manica nella regione della Normandia.

## Società

### Evoluzione demografica
Abitanti censiti